# ヴァロッティ音律

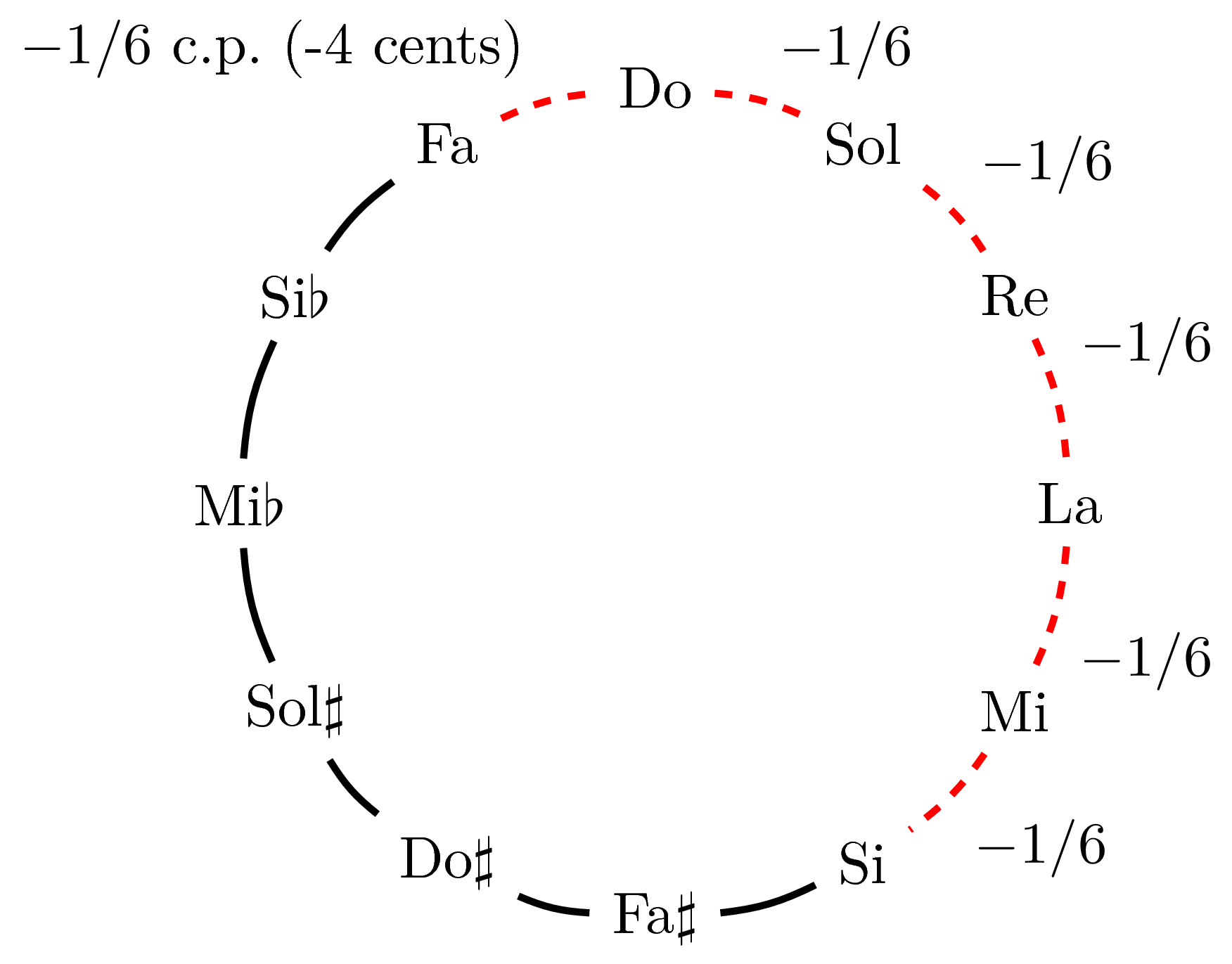
ヴァロッティ音律の五度圏

ヴァロッティ音律 (Vallotti temperament) は、18世紀のオルガニスト、作曲家、音楽理論家である、フランチェスコ・アントニオ・ヴァッロッティによって考案された音律である。この音律は鍵盤楽器によって、すべての調を演奏可能にする調律法のひとつである。
この音律についてのヴァロッティによる説明が見られるのは、彼の論文 Della scienza teorica e pratica della moderna musica  (『近代音楽の理論的及び実践的な科学』)の第2巻である。ヴァロッティは彼の理論体系を1728年には作り上げていたと述べており、それにはこの音律の詳細も含まれていたであろうと考えられるが、彼の論文の第1巻が出版されたのは、彼の死の前年である1779年のことである。彼が亡くなった時、他の3巻はまだ出版されておらず、1950年に Trattato della moderna musica (『近代音楽論』) というタイトルのもとに全4巻が出版されるまで、それらは手稿のままで残されていた。
ヴァロッティの音律は、彼の生前及び死後しばらくはごくわずかな注目しか集めなかった。ヴァロッティの友人であるジュゼッペ・タルティーニが1754年に出版した論文中でヴァロッティの調律法が称賛されており、いくつかの特徴が述べられているが、音律を特定するに十分な詳細は与えられていない。1781年に数学者のウィリアム・ジョーンズがタルティーニによるヴァロッティの調律法への言及について記しているが、これも同様に漠然としたものでしかない。
今日ヴァロッティに帰せられている音律は、彼が本来記述したものと完全に同じものではない。彼のオリジナルのバージョンは、1/6シントニックコンマだけ狭められた6つの五度と、5つの純正な五度、そして1つのスキスマ（ピタゴラスコンマとシントニックコンマの差、約1.95セント）だけ狭められた五度を持つものである。現代のバージョンではヴァロッティのオリジナルの1つだけ半端な五度をスキスマ分広くし、6つの狭められた五度をそれぞれさらに1/6スキスマ狭くする。すなわち現代のバージョンは、1/6ピタゴラスコンマ狭い五度を6つと、純正な五度を6つ持つ。

## 解説
現代のヴァロッティ音律は B-F♯、 F♯-C♯、 C♯-G♯、 G♯-E♭、 E♭-B♭、 B♭-F の五度を純正とし、F-C、 C-G、 G-D、 D-A、 A-E、 E-B の五度は1/6ピタゴラスコンマだけ純正音程より狭くする。これらの五度のセント値は以下のようになる。
| f1 | Def = | 1200 ( log2(3) − 1) ≈ 701.96 | (純正な五度)                  |
| f2 | Def = | 2600 − 1200 log2(3) ≈ 698.04 | (1/6ピタゴラスコンマ狭い五度) |

j = 1,2, に対して sj  fj − 600  とするとき、この音律における長三度のセント値は以下のようになる。
| 長三度             | F-A, C-E, G-B | D-F♯, B♭-D       | A-C♯, E♭-G                | E-G♯, G♯-C       | B-E♭, F♯-B♭, C♯-F |
| 幅exact approx.    | 4 s2 392.18   | 3 s2 + s1 396.09 | 2 s2 + 2 s1 400 (exactly) | s2 + 3 s1 403.91 | 4 s1 407.82       |
| 純正音程からの偏差 | +5.9          | +9.8             | +13.7                     | +17.6            | +21.5             |

以下の表は、この音律と平均律の、Aを同じ音高とした場合の半音階の音の音高の差のセント値である。
| 音名         | E♭   | B♭   | F    | C    | G    | D    | A | E    | B    | F♯   | C♯ | G♯   |
| 平均律との差 | +3.9 | +5.9 | +7.8 | +5.9 | +3.9 | +2.0 | 0 | -2.0 | -3.9 | -2.0 | 0  | +2.0 |

この音律はヤングの音律 (ヤング音律) の第2法に非常によく似ている。ヤング第2法も連続する6つの純正な五度と6つの1/6ピタゴラスコンマ狭い五度をもつ。ただしヤング第2法は一連の狭められた五度が C から始まるのに対して、ヴァロッティの場合は F から始まる。

### ヴァロッティのオリジナル
ヴァロッティによる本来の説明によれば、ヴァロッティの音律は B-F♯、 F♯-C♯、 C♯-G♯、 G♯-E♭、 E♭-B♭ の五度を純正とし、 F-C、 C-G、 G-D、 D-A、 A-E、 E-B の五度を純正音程より1/6シントニックコンマ狭くする。このとき B♭-F の五度はスキスマ（ピタゴラスコンマとシントニックコンマの差、約1.95セント）だけ純正音程より狭くなる。
| f3 | Def = | 200 ( 2 log2(3) + log2(5) – 2 ) ≈ 698.37   | (1/6シントニックコンマ狭い五度) |
| f4 | Def = | 1200 ( 14 – 7 log2(3) – log2(5) ) ≈ 700.00 | (スキスマ狭い五度)              |

 s1  を上述のように定義し、 j = 3,4, に対して  sj  fj − 600  とするとき、この音律の長三度のセント値は以下のようになる。
| 長三度             | F-A, C-E, G-B | D-F♯             | A-C♯               | E-G♯             | B-E♭, F♯-B♭ | C♯-F             | G♯-C                  | E♭-G                  | B♭-D             |
| 幅exact approx.    | 4 s3 393.48   | 3 s3 + s1 397.07 | 2 s3 + 2 s1 400.65 | s3 + 3 s1 404.24 | 4 s1 407.82 | s4 + 3 s1 405.87 | s3 + s4 + 2 s1 402.28 | 2 s3 + s4 + s1 398.70 | 3 s3 + s4 395.11 |
| 純正音程からの偏差 | +7.2          | +10.8            | +14.3              | +17.9            | +21.5       | +19.6            | +16.0                 | +12.4                 | +8.8             |

平均律との差は以下の通り。
| 音名         | E♭   | B♭   | F    | C    | G    | D    | A | E    | B    | F♯   | C♯    | G♯   |
| 平均律との差 | +4.6 | +6.5 | +6.5 | +4.9 | +3.3 | +1.6 | 0 | -1.6 | -3.3 | -1.3 | +0.65 | +2.6 |